# اختلال گسترده اینترنت در ایران (۱۴۰۱)
قطعی و اختلال گسترده اینترنت در ایران در واکنش به خیزش ۱۴۰۱ ایران صورت گرفت. اینترنت در بسیاری از نقاط ایران به‌ویژه در شهر تهران دچار اختلال‌های گسترده‌ای شده و نهادهای امنیتی و وزارت ارتباطات، شبکه‌های اجتماعی و پیام‌رسان اینستاگرام و واتس‌اپ را فیلتر کردند. همزمان با اوج‌گیری اعتراضات در ایران و گسترده شدن دامنه آن به سرتاسر کشور، قطعی سراسری اینترنت به مدت چند روز اعمال شد و جریان آزاد اطلاعات و خبررسانی قطع شد.

## اختلال
نت‌بلاکس گزارش داد که دسترسی به اینستاگرام در ایران، در میانه اعتراضات به مرگ مهسا امینی، به‌شدت محدود شد. این گروه اینترنتی گزارش داد که ایران در بدترین وضعیت اینترنت از زمان قطعی سراسری اینترنت در ایران (۱۳۹۸) قرار دارد. بر اساس این گزارش اینترنت شبکه‌های موبایلی رایتل، ایرانسل و همراه اول تا حدود زیادی قطع است و کاربران اینترنت همراه تنها امکان استفاده از سایت‌های داخلی را دارند. خبرگزاری فارس روز چهارشنبه ۳۰ شهریور گزارش داد که اینترنت در تهران قطع شده‌است.

## فیلترینگ
شبکه‌های اجتماعی و پیام‌رسان اینستاگرام و واتس‌اپ در این مدت فیلتر شدند. علاوه بر این دو مورد اسکایپ، سایت استارلینک، لینکداین و بازی‌های کلش آو کلنز و فورتنایت نیز فیلتر شدند.
در آبان ۱۴۰۱ بعد از شناخته شدن اپلیکیشن روبیکا به عنوان بدافزار جاسوسی توسط سپر دفاعی گوگل پلی، برخی از سرویس‌های گوگل از جمله گوگل‌پلی، فایربیس، نقشهٔ گوگل و سپر دفاعی گوگل فیلتر شدند.
روزنامه دنیای اقتصاد در گزارشی و به نقل از کارشناسان پیش‌بینی کرد که احتمالاً «فیلترینگ اینستاگرام و واتس‌اپ دیگر رفع نخواهد شد و این دو پلتفرم محبوب به سرنوشتی مشابه تلگرام دچار خواهند شد.» با گذشت حدود یکسال از فیلترینگ اینستاگرام، روزنامه اعتماد با انتشار اینفوگرافی‌ای مدعی شد بیش از نیمی از جمعیت ایران از اینستاگرام استفاده می‌کنند و فیلترینگ این شبکه اجتماعی هم تأثیر خود را مانند مسدود کردن تلگرام از دست داده‌است.
لیست پلتفرم‌هایی که در واکنش به خیزش ۱۴۰۱ ایران به صورت موقت یا دائمی فیلتر شدند:
- اینستاگرام[۱۲]
- واتس‌اپ[۱۳]
- وایبر[۱۴]
- ساوندکلاود[۱۵]
- گوگل پلی[۱۶]
- سپر دفاعی گوگل[۱۷]
- فایربیس[۱۸]
- گوگل مپس[۱۹]
- گوگل دیسکاور[۲۰]
- گوگل چت[۲۱]
- اپ‌استور[۲۲]
- لینکدین[۲۳]
- اسکایپ[۲۴][۲۵]
- وبسایت استارلینک[۲۶]
- بازی کلش آو کلنز[۲۷]
- وبسایت مایکروسافت[۲۸]
- وبسایت ایکس‌باکس[۲۹]

## همکاری در محدود سازی اینترنت

### ابرآروان
دو رسانه و یک مرکز تحقیقاتی آلمانی در گزارش تحقیقی مشترک اعلام کردند که شرکت «سافت کلود(Softqloud)» در شهر میربوش در نزدیکی دوسلدورف آلمان به راه‌اندازی شبکه ملی اطلاعات و قطع اینترنت در ایران کمک می‌کند.
بر اساس تحقیقات مشترک دو نشریه «تاتس» و «نتس‌پولیتیک» همچنین مرکز تحقیقاتی «کورکتیو»، شرکت سافت کلود شاخه‌ای از Arvancloud یا همان ابرآروان است.
آنالنا بربوک، وزیر خارجه آلمان در مصاحبه‌ای این اتفاق را بسیار حیرت‌آور خواند و گفت که مقام‌های امنیتی این موضوع را بررسی خواهند کرد.
پیشتر نیز شرکت ابرآروان پس از انتشار قرار داد ابرایران متهم به همکاری در محدود سازی اینترنت در ایران شده بود.

## واکنش‌ها
در واکنش به محدود شدن دسترسی به اینترنت در ایران، سخن‌گوی گروه متا گفت: «ما از قطع شدن دسترسی به اینترنت در ایران مطلعیم. ایرانی‌ها از اپلیکیشن‌هایی چون اینستاگرام برای ارتباط استفاده می‌کنند و همچنین برای دسترسی به اطلاعات مهم و ارتباط با سایر جهان. ما امیدواریم حق آنها برای دسترسی به اینترنت به سرعت احیاء شود.»
وزیر ارتباطات و فناوری اطلاعات ایران از محدود کردن اینترنت در این کشور خبر داد و گفت: «به خاطر مسائل امنیتی و برخی از بحث‌هایی که این روزها وجود دارد، ممکن است گاهی محدودیت‌هایی توسط دستگاه‌های امنیتی تصمیم‌گیری و اعمال شود.»
یک خبرنگار ارشد نیویورک تایمز می‌گوید که ممکن است دولت آمریکا برای دور زدن قطع اینترنت توسط حکومت ایران و کمک به مخالفان جمهوری اسلامی برای برقراری ارتباط با جهان خارج، از سازمان‌های اطلاعاتی-امنیتی بخواهد تجهیزات اینترنت ماهواره‌ای را به داخل ایران برسانند.

## اینترنت ماهواره‌ای
در این میان، تلاش‌هایی بین‌المللی از جمله بررسی اتصال کاربران داخلی به «اینترنت ماهواره‌ای» نیز صورت گرفته که هنوز به نتایج مشخصی برای استفاده مستقیم شهروندان ایرانی نرسیده‌است. ایلان ماسک مدیرعامل شرکت «اسپیس ایکس» نیز در واکنش به درخواست کاربران توییتر، اعلام کرده بود که برای ارائه خدمات اینترنت ماهواره‌ای به ایران، درخواست خود برای معافیت از تحریم‌های واشینگتن علیه تهران را ثبت خواهد کرد.در نهایت وزارت خزانه‌داری ایالات متحده یک مجوز کلی را برای حمایت از آزادی اینترنت در ایران صادر کرد. این وزارتخانه اعلام کرد که به شرکت‌های فناوری اجازه می‌دهد تا گزینه‌های بیشتری از پلتفرم‌ها و خدمات خارجی امن را به مردم ایران ارائه دهند.
نشریه فوربز در گزارشی نوشت که پایانه‌های ارتباطی ماهواره‌ای استارلینک در تلاش برای دور زدن محدودیت‌های اینترنتی به ایران قاچاق می‌شوند. در همین حال، فیروز نادری، مدیر سابق ناسا گفت: «حدود ۳۰ پایانه استارلینک در حال حاضر در ایران فعال است که توسط تعدادی از گروه‌ها تأمین شده‌است و به عنوان یک مورد آزمایشی، گام مهمی می‌تواند باشد.»

## اثرات اقتصادی
مهسا امینی ۲۵ شهریور ۱۴۰۱ فوت کرد و بعد از فوت او، اعتراضات در کشور آغاز شد. اعتراضات، باعث محدودیت اینترنت و موجب صدماتی به کسب و کارهای اینترنتی شد. گر چه این آسیب، به کسب و کارهای اینترنتی ختم نشد.
جلیل رحیمی جهان‌آبادی، عضو کمیسیون امنیت ملی مجلس گفت:
زمانی که چالشی، در این سطح رخ می‌دهد؛ قطع اینترنت، در یک محدوده‌ای، طبیعی ست. اما، این که اینترنت کل کشور را محدود کنند؛ باعث خسارت بر مردم می‌شود. هر زمانی، دری به تخته‌ای می‌خورد؛ اینترنت را قطع می‌کنند. این گونه، کشور را نمی‌توان اداره کرد. چون، حقوق مردم ضایع و فضای ناامنی در کشور القاء می‌شود. همچنین، به اقتصاد کشور نیز آسیب وارد می‌شود. اقتصاد امروز، بر ارتباطات دیجیتال، الکترونیک و اینترنت مبتنی ست. بسیاری از کارهای مردم، در بستر اینترنت انجام می‌شود و این نحوه تصمیم‌گیری و محدودسازی اینترنت، کار اشتباهی ست. لازمه استفاده از نرم‌افزارهای داخلی، کارآمدی این اپلیکیشن‌ها ست. اگر مردم ببینند که اپ‌های داخلی، کیفیت و امنیت بالاتری دارد و برای حریم خصوصی فرد، ارزش قائل است؛ ناخودآگاه، به سمت شان می‌روند.
نت‌بلاکس پیشتر زیان اقتصادی ناشی از هر ساعت قطع اینترنت در ایران را حدود یک‌ونیم میلیون دلار (۴۵ میلیارد تومان) برآورد کرده بود.